# Phare de Guinée
 (janvier 2025).
Si vous disposez d'ouvrages ou d'articles de référence ou si vous connaissez des sites web de qualité traitant du thème abordé ici, merci de compléter l'article en donnant les références utiles à sa vérifiabilité et en les liant à la section « Notes et références ».

Le Phare de Guinée est un journal publié en Guinée entre 1947 et 1949. Il joue un rôle important dans la période de lutte pour l'indépendance de la Guinée.
Bien que disparu, son histoire témoigne de l'engagement de la presse pour la liberté d'expression et l'émancipation en Guinée, dans le contexte de l'époque coloniale.Son histoire reste un témoignage important de la lutte.

## Historique

### Contexte de création
Le Phare de Guinée est fondé le 27 septembre 1947 par la section guinéenne du Rassemblement Démocratique Africain (RDA).
Il est créé dans un contexte de montée du nationalisme et de revendications d'indépendance face à l'administration coloniale française.
Le journal avait pour objectif de servir de moyen de communication et de mobilisation populaire pour le RDA.
Le journal est publié par le Parti Démocratique de Guinée (PDG), section guinéenne du Rassemblement Démocratique Africain (RDA),.
Phare de Guinée est lancé comme journal bimensuel par le PDG en septembre 1947, car ce dernier est réticent à s'appuyer entièrement sur l'organe hebdomadaire de la RDA publié à Dakar, Le Réveil. Mamadou Diallo est nommé directeur du Phare de Guinée de mai 1947 au juin 1948.

### Production et diffusion
Au début, le journal est publié sous forme de feuilles polycopiées. Par la suite, il est imprimé à Casablanca, au Maroc, car l'Imprimerie du gouvernement à Conakry n'est pas disposée à le faire.
Le journal parait de manière irrégulière, même s'il est affiché comme bimensuel. Le tirage du journal est d'environ 3 000 exemplaires au début, puis est réduit à 1 500.
Phare de Guinée fut imprimé à Casablanca (environ 3 000 exemplaires), et était vendu dix francs l'exemplaire (un prix assez élevé pour la plupart des Guinéens de l'époque). Afin de minimiser les coûts, le parti a encouragé la lecture collective du journal. Le parti a également organisé des traductions orales dans les langues locales.

### Ligne éditoriale et contenu
Le Phare de Guinée était un organe de presse anticolonialiste. Il dénonce l'administration coloniale et le système colonial.
Le journal est un moyen d'expression pour les leaders politiques et syndicaux de l'époque, notamment Mamadou Traoré, dit Autra Ray, qui y tient une chronique humoristique intitulée « Petites annonces déclassées ou les divagations de Ray Autra ». Les articles du Phare de Guinée critiquent la gestion de la colonie, les conditions sanitaires et les infrastructures.
Le journal relaye les actions du RDA, les revendications populaires et les appels à la mobilisation.
Le parti souhaitait que le journal couvre largement les affaires locales et il a demandé à chaque section du parti de nommer un correspondant pour Phare de Guinée.
Cependant, comme Le Réveil était moins cher et souvent moins désuet que Phare de Guinée (le journal étant transporté depuis l'imprimerie de Casablanca, il arrivait souvent avec des nouvelles assez anciennes), de larges sections de l'intelligentsia africaine de Guinée continuaient à préférer Le Réveil au Phare de Guinée . Le Réveil était également perçu comme plus sophistiqué que Phare de Guinée.
 Phare de Guinée a dû faire face à la difficulté qu'aucune imprimerie en Guinée n'était disposée à l'imprimer (en raison des pressions de l'administration coloniale française). Mamadou Diallo démissionne du PDG en avril 1949. À ce moment-là, le journal n’avait plus paru depuis des mois.

### Difficultés et interdiction
Le Phare de Guinée a rapidement fait face à l'hostilité des autorités coloniales.
Le gouvernement colonial de la Guinée a exigé que les éditeurs obtiennent son accord, c'est-à-dire sa censure, avant toute publication du journal.
Face à ces pressions, le parti a dû recourir à un duplicateur (Ronéo) pour produire son journal.
Le journal a été interdit par les autorités coloniales en 1950.
Le 1er aout 1950, un nouveau journal, ronéotypé localement, fut lancé pour remplacer Phare de Guinée, d'abord par le Coup de Bambou jusqu'au 18 avril 1951 pour intensifier la lutte contre la colonisation française, poursuivie en justice, il sera remplacé par La liberté qui poursuit le même objectif jusqu'à l'indépendance de la Guinée. En 1960, il sera créé l'organe de presse de l'Etat Horoya (la dignité en soussou) pour la remplacer.

### Disparition
Le Phare de Guinée a cessé de paraître en 1950 à la suite de son interdiction par les autorités coloniales.

## Héritages
Le Phare de Guinée, malgré sa courte existence, a joué un rôle important dans l'éveil de la conscience nationale et la lutte pour l'indépendance de la Guinée.
Il a servi de modèle pour d'autres journaux anticolonialistes et a contribué à l'émergence d'une presse engagée en Guinée.
Son histoire témoigne des difficultés rencontrées par la presse d'opposition sous le régime colonial et de son engagement dans la lutte pour la liberté.
Le journal a été remplacé par Coup de Bambou, un autre journal anticolonialiste.

### Collaborateurs notables
Mamadou Traoré, dit Autra Ray, est un contributeur important du Phare de Guinée, où il publie des chroniques humoristiques dénonçant la gestion de la colonie.
Mamadou Madéira Keïta, ancien co-animateur de Servir l’Afrique, devient directeur de publication de Coup de bambou après l'interdiction du Phare de Guinée.